# Hronovka a Regnerka
Prameny Hronovka a Regnerka (oba prameny jsou také nazývány Prdlavka) se nacházejí v hronovském parku nedaleko od Jiráskova rodného domku. Prameny objevil v 60. až 70. letech 19. století Josef Regner Havlovický.[rozpor] Prameny byly objeveny, když si Regner všiml, že u pramene, kde voda vytéká jsou rezavě zabarvené usazeniny, a zanedlouho se ukázalo, že voda může být i léčivá. U pramenů byly jednu dobu, od roku 1869, dokonce malé lázně a možnost vykoupat se ve dvou vanách napuštěných vodou z pramenů, majitelem lázní byl otec Aloise Jiráska, ale lázně brzo zanikly. Od roku 1946 mají prameny vlastní prameník, který byl v roce 1977 předělán a od té doby chátrá. Voda byla i stáčena do lahví, ale to se neosvědčilo, protože voda z pramenů dlouho nevydržela. Prameník byl v roce 2013 kompletně přestavěn.

## Vlastnosti vody
Voda je alkalicko-železitá a je perlivá. Je zásaditá a při dlouhodobém užívaní může rozložit i žlučníkové nebo ledvinové kameny. Dále obsahuje vápník, jód, železo a síru, způsobující zvláštní zápach, pro který se jí říká Prdlavka.